# Deal flow
Deal flow (dealflow) — финансовый термин, отражающий требования к бизнес-предложениям или инвестиционным проектам. Используется венчурными фондами, фондами прямых инвестиций, бизнес-ангелами и инвестиционными банками. Термин также иногда применяется для обозначения всей совокупности возможных предложений. Deal flow компании считается «хорошим», если организация получает такое количество генерирующих доход или капитал проектов, что эффективность её работы максимальна.

## В венчурном финансировании
Наиболее известные и успешные венчурные фонды ежемесячно получают сотни бизнес-планов. Из них венчурный фонд обычно финансирует только 0.25-0.5 %. Общества бизнес-ангелов обычно получают десятки бизнес-планов каждый месяц, и поэтому финансируют из них больший процент, чем венчурные фонды (0.5 %-1.0 %). Если компания прошла процесс скрининга и была приглашена на представление полному членству группы, её шансы на получение финансирования возрастают примерно на 18 %, согласно University of New Hampshire’s Center for Venture Research.